# Soundtracks
Soundtracks es el segundo álbum de estudio de Can (banda alemana del movimiento Kraut Rock), el cual fue editado en 1970. Es el único en el que aparecen tanto Malcolm Mooney como Damo Suzuki (este es el primer álbum de la banda con Suzuki). Está compuesto por siete temas que la banda había escrito para las bandas sonoras de varias películas. Soundtracks suele ser considerado inferior a los tres álbumes siguientes.

## Lista de temas
1. "Deadlock" (3:27) (de "Deadlock")
2. "Tango Whiskeyman" (4:04)
3. "Deadlock (Title Melody)" (1:40) (de "Deadlock")
4. "Don't Turn The Light On, Leave Me Alone" (3:42) (de "Cream")
5. "Soul Desert" (3:48) (de "Mädchen Mit Gewalt")
6. "Mother Sky" (14:31) (de "Deep End")
7. "She Brings The Rain" (4:04) (de "Bottom - Ein Grosser Graublauer Vogel")

Todos los temas compuestos por Can.

## Personal
- Holger Czukay: bajo, ingeniería, edición
- Michael Karoli: guitarra
- Jaki Liebezeit: batería
- Irmin Schmidt: teclados
- Damo Suzuki: voz (en todas excepto en "Soul Desert" y "She Brings The Rain")
- Malcolm Mooney: voz (en "Soul Desert" y "She Brings The Rain")

- Datos: Q527139